# Cuestionario de riesgo de reincidencia
El Self-Appraisal Questionnaire (SAQ), conocido como Cuestionario de Autoevaluación, es una herramienta psicológica utilizada en el ámbito forense y penitenciario para evaluar el riesgo de reincidencia en individuos con antecedentes penales. Este cuestionario se basa en factores dinámicos y estáticos relacionados con la conducta delictiva, y proporciona información relevante para la toma de decisiones judiciales y la planificación de intervenciones rehabilitadoras.

## Historia y desarrollo
El SAQ fue desarrollado como parte de los esfuerzos para crear instrumentos estandarizados que pudieran identificar factores de riesgo asociados con la reincidencia delictiva. La herramienta combina teorías criminológicas, psicológicas y psicométricas para evaluar patrones de comportamiento y actitudes relacionadas con el delito.
El cuestionario se utiliza principalmente en Estados Unidos, Canadá y algunos países europeos, aunque su implementación se ha expandido hacia otras regiones con adaptaciones culturales específicas.

## Objetivo
El SAQ tiene como propósito principal:
- Evaluar el riesgo de reincidencia delictiva.
- Identificar factores de riesgo dinámicos que puedan abordarse con intervenciones específicas.
- Apoyar las decisiones judiciales, como la concesión de libertad condicional, medidas alternativas a la prisión o programas de reintegración social.

## Estructura
- El cuestionario consta de una serie de preguntas diseñadas para explorar aspectos clave de la vida del evaluado. Estas se agrupan en las siguientes dimensiones:

- Historia criminal: Evalúa el historial delictivo, incluyendo la gravedad de los delitos previos y la edad de inicio en actividades delictivas.
- Factores sociales: Incluye relaciones interpersonales, apoyo social positivo y conexiones con entornos criminógenos.
- Consumo de sustancias: Analiza el uso y abuso de drogas y alcohol y su relación con la conducta delictiva.
- Control emocional e impulsividad: Evalúa la capacidad del individuo para manejar emociones y controlar impulsos agresivos o destructivos.
- Actitudes hacia el delito: Explora las percepciones del evaluado sobre el comportamiento delictivo y las racionalizaciones que emplea para justificar sus acciones.

## Administración
El SAQ es un cuestionario autoadministrado que el evaluado completa en un tiempo aproximado de 20 a 30 minutos. Las respuestas son analizadas mediante un sistema de puntuación estandarizado, que clasifica el nivel de riesgo en categorías como bajo, medio o alto.

## Aplicaciones
El cuestionario es ampliamente utilizado en contextos forenses, incluyendo:
- Instituciones penitenciarias: Para evaluar el riesgo de reincidencia de los reclusos y planificar estrategias de rehabilitación.
- Libertad condicional: Para determinar la idoneidad del evaluado en medidas de reintegración comunitaria.
- Supervisión judicial: Para diseñar programas de monitoreo adaptados a las necesidades del individuo.

## Ventajas y desventajas

### Ventajas
- Es rápido y fácil de administrar.
- Permite la autoevaluación, fomentando la reflexión del individuo sobre sus comportamientos y actitudes.
- Está respaldado por investigaciones que validan su capacidad predictiva.

### Desventajas
- Las respuestas dependen de la sinceridad del evaluado, lo que puede generar sesgos.
- Su efectividad puede variar en diferentes contextos culturales si no se realizan las adaptaciones pertinentes.
- No aborda de manera exhaustiva todas las posibles variables que influyen en la reincidencia, por lo que debe complementarse con otras herramientas.

## Criterios[1]
El cuestionario de riesgo de reincidencia (SAQ) nos proporciona una evaluación del riesgo de reincidencia, clasificado en tres niveles: bajo, moderado y alto, según el número de criterios observados. El nivel de riesgo bajo se asigna cuando se cumplen entre 0 y 21 criterios, el nivel moderado cuando se cumplen entre 22 y 31 criterios, y el nivel alto cuando se cumplen entre 32 y 67 criterios. Además, se incluye un índice de peligrosidad que varía entre 0 y 55, con ciertos rangos específicos (como 0-18, 19-37, y 38-55).
El sistema también evalúa por subescalas, lo que permite identificar áreas específicas que requieren atención durante el tratamiento, ayudando a establecer objetivos concretos. Esta herramienta facilita la comparación de la evolución del recluso a lo largo del tiempo, permitiendo observar cómo varía su perfil de riesgo.

## Validez concurrente y predictiva.[2]
La validez concurrente, se refiere a la capacidad del SAQ para correlacionarse de manera significativa con otras mediciones o criterios establecidos que miden el mismo constructo o fenómeno en el momento de la evaluación. Es decir, si los resultados obtenidos con el SAQ coinciden con otros indicadores de riesgo ya validados y aplicados en el mismo periodo de tiempo, podemos afirmar que el instrumento tiene validez concurrente. Por ejemplo, si el SAQ evalúa a un individuo con un alto riesgo de reincidencia y esta puntuación se alinea con observaciones actuales de comportamiento delictivo o de factores de riesgo, como antecedentes penales recientes, esta correspondencia valida la efectividad del SAQ en la medición del riesgo.
La validez predictiva del SAQ se confirma cuando las puntuaciones obtenidas en la evaluación inicial se corresponden con la reincidencia observada en el futuro, demostrando que el SAQ no solo mide el riesgo presente, sino que también es efectivo para predecir el comportamiento futuro de los individuos.
En resumen, la validez concurrente asegura que el SAQ es consistente con otras mediciones de riesgo en el momento de la evaluación, mientras que la validez predictiva valida su capacidad para anticipar la reincidencia en el futuro, lo cual es esencial para su aplicabilidad en la toma de decisiones sobre tratamiento y gestión del riesgo.

## Impacto en el ámbito forense
El SAQ ha contribuido significativamente a la evaluación del riesgo en el sistema judicial y correccional, proporcionando una base científica para decisiones como la concesión de beneficios penitenciarios y el diseño de programas de rehabilitación.